# Вротково
Вротково (пол. Wrotkowo, нім. Friedrichowen) — село в Польщі, у гміні Ґолдап Ґолдапського повіту Вармінсько-Мазурського воєводства.
Населення — 35 осіб (2011).
У 1975-1998 роках село належало до Сувальського воєводства.

## Демографія
Демографічна структура станом на 31 березня 2011 року:
|          | Загалом | Допрацездатний вік | Працездатний вік | Постпрацездатний вік |
| -------- | ------- | ------------------ | ---------------- | -------------------- |
| Чоловіки | 16      | 5                  | 8                | 3                    |
| Жінки    | 19      | 4                  | 9                | 6                    |
| Разом    | 35      | 9                  | 17               | 9                    |